# Tegenaanval bij Otok
De tegenaanval bij Otol was een operatie van de Duitse Wehrmacht tijdens de Tweede Wereldoorlog in Joegoslavië. Op 3 januari 1945, bij het aanbreken van de dag voerden eenheden van de Wehrmacht een goed voorbereide aanval uit op de posities van de 21e Servische Divisie op de zuidelijke vleugel van het Syrmische front bij Otok. Met deze aanval bereikten de Duitse troepen een verrassing, braken de verdediging van de 21e Divisie en dwongen de partizaneneenheden zich onder moeilijke omstandigheden over de Bosut terug te trekken. Zo bereikten de Duitsers het gestelde doel door de weg Brčko-Vinkovci weer te beheersen en het uitsteeksel aan het zuidelijke deel van het front te liquideren. De 21e Divisie leed zware verliezen en werd aan het front vervangen.

## Uitgangspunten
Tijdens het decemberoffensief bracht de penetratie tot het dorp Otok de voor de Duitsers belangrijke weg Brčko-Vinkovci in gevaar. Tijdens de opmars kwam het hele gebied aan de zuidvleugel van het front, het Bosut-woud, onder water te staan, wat elk militaire activiteit in de brede gordel langs de rivier de Sava onmogelijk maakte. Daarom was die ruimte niet door bezet. Eind december echter, als gevolg van de temperatuurdaling, trok het water zich terug en bevroor, waardoor de zuidkant van het front kwetsbaar werd.
De 21e Servische Divisie had eind december het meest zuidelijke deel van de frontlijn overgenomen, en de 5e Krajina-divisie (Generaal-majoor Milutin Morača) schoof meer naar het noorden.
Tot december bestonden de Duitse troepen aan het Syrmische front uit inferieure eenheden, zoals de samengestelde 118e Jägerdivisie. De eerste gevechtsgroepen van Heeresgruppe E arriveerden toen het decemberoffensief al in volle gang was en met hun hulp had het 34e Legerkorps z.b.V. een doorbraak van het front te voorkomen. In de tweede helft van december hadden de Duitsers al aanzienlijke versterkingen naar het front gebracht, waarvan de partizanen-staven niet volledig op de hoogte waren. De 118e Jägerdivisie was vervangen door de 117e Jägerdivisie. Verder verzamelde de 41e Vestingsdivisie zich in het achterland rond Đakovo en waren grote delen van de 7. SS-Freiwilligen-Gebirgs-Division Prinz Eugen gearriveerd rond Brčko en Bijeljina. Het plan werd opgevat door de Duitse leiding om de partizanen-eenheden van de 21e Divisie rond Otok aan te vallen en de belangrijke weg open te maken.

## Ingezette troepen

### Duitsland
Voor de aanval werden twee gevechtsgroepen (Kampfgruppen) gevormd (onder bevel gesteld van de 7. SS-Freiwilligen-Gebirgs-Division Prinz Eugen):
- Kampfgruppe Burgemeister (Oberst Alfred Burgemeister) (versterkt Grenadier-Regiment 524 van de 297e Infanteriedivisie)
- Kampfgruppe Skanderbeg (SS-Obersturmbannführer Alfred Graf) (SS Freiwilligen-Gebirgs-Regiment 14 (7e SS-Divisie), delen van het Luftwaffen-Jäger-Regiment 21 (11e Luftwaffen-Felddivisie), Füsilier-Bataillon 11, Landesschützen-Bataillon 1 en Festungs-Infanterie-Bataillon 1010).

De Panzer Abteilung 202 (met 18 ex-Italiaanse tanks M15/42, de SS-Sturmgeschütz-Batterie Skanderbeg, de 2e batterij van Panzerjäger-Abteilung 118 en Pionier-Bataillon 118 van de 118e Jägerdivisie werden voor de aanval aan deze groepen toegevoegd.
De totale sterkte was ongeveer 10.000 soldaten met ongeveer 30 tanks en gemotoriseerde kanonnen.

### Joegoslavië
Tegenover hen stonden vier brigades van de 21e Servische Divisie (totaal ongeveer 6.000 man, o.l.v. Kolonel Miloje Milojević):
- 4e Servische Brigade aan de rechtervleugel richting Privlaka
- 31e Servische Brigade, gedeeltelijk in het centrum van de verdedigingspositie van de divisie, en gedeeltelijk in het zuidwestelijke deel rond Komletinci
- 21e Servische Brigade aan de linkervleugel van het gevechtsschema van de divisie richting Otok en verder naar het zuiden richting de weg die naar de Gradina- en Spačva-bossen leidt
- 5e Servische Brigade, als divisiereserve, in Donje Novo Selo. Door de bevriezing van het overstroomde terrein in de Bosut-bossen sloot de 5e Servische Brigade feitelijk de gedraaide zuidkant van het front richting de Sava af.

## Het verloop van de strijd
De aanval begon op 3 januari 1945 om 05.00 uur met artillerievoorbereidingen, gevolgd door de infanterie met tanks. De hoofdaanval viel op de posities van de 21e Servische Brigade, waarvan het front al snel werd doorbroken. Met sterke krachten omtrokken de Duitsers de zuidelijke vleugel van de verdediging, zodat twee bataljons van de 5e Servische Brigade, geïntroduceerd vanuit de reserve, botsten met de Duitsers bij Donji Novo Selo. Om hen onder druk te zetten, braken Duitse troepen om 08.45 uur uit naar het dorp Nijemci. Dit bracht het hele front van de 21ste Divisie in gevaar. Intussen drongen de Duitsers Komletinci binnen vanuit het oosten. Hierdoor liepen de twee brigades die hun frontlinie nog vasthielden (de 4e en 31e) het gevaar omsingeld te worden, dus moesten ze zich onder moeilijke omstandigheden terugtrekken naar het noorden en de Bosut oversteken. Gelukkig was het ijs op de Bosut sterk genoeg om een man te dragen. De partizaneneenheden bij Komletinci trokken de Bosut over om 12.30 uur en namen dan posities in.
Het hoofdkwartier van het 1e Leger liet de eenheden van de 21ste Divisie opvangen door de 1e Proletarische- en de 5e Krajina-brigade. Deze eenheden vestigden een bruggenhoofd nabij Nijemci en in het dorp zelf en voerden de hele middag van 3 januari tegenaanvallen uit , maar zonder veel succes.
Gedurende 4 januari werden de eenheden van de 21e Divisie vervangen door de 6e Lika Divisie, die versneld vanuit Belgrado werd aangevoerd. Aanvallen vanaf het bruggenhoofd bij Nijemci werden gestopt en de 1e Proletarische- en de 5e Krajina-brigades werden weer overgebracht naar de linkeroever van de Bosut. Hier stabiliseerde het front, behoudens wat kleine botsingen op 4 en 5 januari.

## Verliezen
Volgens het rapport van het hoofdkwartier van de 21e Divisie werden de verliezen van de divisie vastgesteld op 182 doden, 308 gewonden en 315 vermisten. Deze waren verdeeld over de 4e Servische Brigade met 54 doden, 55 gewonden en 98 vermisten, de 5e Servische Brigade met 37 doden, 56 gewonden en 15 vermisten, de 31e Servische Brigade met 51 doden, 108 gewonden en 82 vermisten. Daarnaast had de 1e Proletarische Brigade 25 doden en 144 gewonden, terwijl de 5e Krajina Brigade 26 doden, 72 gewonden en 3 vermisten te betreuren had. Daarnaast waren de materiele verliezen aanzienlijk, o.a. omdat deze niet over het ijs van de Bosut konden komen.
De commandant van de 21e Divisie, Kolonel Miloje Milojevic, en zijn politiek commissaris Kolonel Mladen Marin, werden beiden vervangen. 
De Duitse verliezen in de gevechten werden door de partizanen gezamenlijk geschat op 672 doden en 942 gewonden, wat een onrealistische schatting is. De 7. SS-Freiwilligen-Gebirgs-Division Prinz Eugen werd na deze succesvolle tegenaanval uit de frontlijn gehaald en vervangen door de 41e Vestingsdivisie rond Otok en door de 22e Infanteriedivisie langs de Sava.